# Ascorhynchus ornatus
Ascorhynchus ornatus är en havsspindelart som först beskrevs av Helfer, H. 1938.  Ascorhynchus ornatus ingår i släktet Ascorhynchus och familjen Ammotheidae. Inga underarter finns listade i Catalogue of Life.